# Trevi Moran
Trevi Michaela Moran (ur. 30 września 1998 w Poway) – amerykańska youtuberka i piosenkarka. Uczestniczka programu X Factor. W sierpniu 2016 jej kanał na YouTube osiągnął milion subskrybentów.

## Dzieciństwo
Trevi Michaela Moran urodziła się w Poway w Kalifornii w 1998 jako Trevor Michael Moran. Jej rodzicami są Nicole i Tim Moran. Ma brata o imieniu Blake. W 2008 założyła pierwsze konto na portalu YouTube, w wieku 10 lat. Zaczęła wówczas przesyłać filmy, na których tańczyła do popularnych utworów w sklepie Apple. Filmy stały się popularne pod nazwą „Apple Store Dances”. W sierpniu 2012 dołączyła do kanału znanego jako Our2ndLife razem z pięcioma innymi youtuberami (Kian Lawley, Connor Franta, Justin ‘JC’ Caylen, Ricky Dillon oraz Sam Pottorff), który osiągnął 3 mln subskrypcji po rozpadzie w grudniu 2014.

## Kariera
W 2012 wystąpiła w programie X Factor, przedstawiając cover piosenki LMFAO „Sexy and I Know It”. W czasie castingów miała 13 lat. Otrzymała cztery głosy od sędziów, jednakże później została wyeliminowana podczas etapu „Boot Camp”. Została wówczas wybrana do udziału w przesłuchaniach na żywo w San Francisco. W sierpniu wydała swój pierwszy singiel „Someone”. Na początku grudnia 2013 wydała singiel „The Dark Side”, który znalazł się na 25. miejscu listy Billboard Dance / Electronic Digital Songs. W czerwcu 2014 wydała singiel „Echo”, a później kolejne trzy utwory: „XIAT”, „Now or Never” i „Slay”. Piosenki znalazły się na jej debiutanckiej epce pt. XIAT, wydanej 9 grudnia 2014.
W czerwcu 2015 wydała singiel „I Wanna Fly”. 23 listopada opublikowała teledysk do filmu „Let’s Roll”, gdzie prezentuje swoją przyjaciółkę i osobowość z YouTube – Liae Marie Johnson. 28 grudnia 2015 Ricky Dillon wydała „Steal the Show” w swoim albumie GOD, gdzie Moran wystąpiła z byłym członkiem Our2ndLife. 22 stycznia 2016 Moran wydała drugi album studyjny pt. Alive, który promowała singlami „Allive”, „Got Me Feelin’ Like” i „Cold Soul”. W lutym udała się na trasę Alive + GOLD wraz z Rickym Dillonem. We wrześniu wydała singiel „Get Me Through the Night”. W grudniu 2017 opublikowała singiel „Sinner”.

## Życie osobiste
9 października 2015 wyjawiła, że jest homoseksualnym mężczyzną.
W grudniu 2017 powiedziała, że przez cały rok przechodziła przez „kryzys tożsamości” i kwestionowała swoją płeć, lecz doszła do wniosku, że nie jest osobą transpłciową. 6 czerwca 2020 ogłosiła publicznie, że jednak jest osobą transpłciową oraz że zaczęła tranzycję medyczną dwa miesiące wcześniej.

## Nagrody i nominacje
| Rok  | Nagroda                        | Kategoria               | Praca       | Rezultat   | Uwagi                       |
| ---- | ------------------------------ | ----------------------- | ----------- | ---------- | --------------------------- |
| 2014 | Teen Choice Awards             | Wybór Web Star: Komedia | Samodzielna | Wygrana    | N/A                         |
| 2015 | Macy’s iHeartRadio Rising Star | N/A                     | Samodzielna | Nominowana | Runner-up-Christina Grimmie |

## Dyskografia
| Tytuł | Szczegóły albumu                                                                |
| ----- | ------------------------------------------------------------------------------- |
| XIAT  | Opublikowany: 9 grudnia 2014 Wytwórnia: Gotham Alpha Format: pobieranie cyfrowe |
| Alive | Data: 22 stycznia 2016 Wytwórnia: Gotham Alpha Format: pobieranie cyfrowe       |